# 在日ブルキナファソ人
在日ブルキナファソ人（ざいにちブルキナファソじん）は、日本に一定期間在住するブルキナファソ国籍の人々である。

## 統計
日本の法務省の在留外国人統計によると、2019年6月末時点で在日ブルキナファソ人は162人である。
在留資格別（3位まで）
| 順位 | 在留資格 | 人数 |
| ---- | -------- | ---- |
| 1    | 特定活動 | 30   |
| 2    | 留学     | 24   |
| 3    | 外交     | 24   |

都道府県別（3位まで）
| 順位 | 都道府県 | 人数 |
| ---- | -------- | ---- |
| 1    | 埼玉     | 18   |
| 2    | 東京     | 16   |
| 3    | 神奈川   | 12   |

## 著名人
- ウィルフリード・サヌ
- サンホ・ラシィナ